# Barrio de Guadalupe, Otzoloapan
Barrio de Guadalupe är en ort i kommunen Otzoloapan i delstaten Mexiko i Mexiko. Samhället hade 402 invånare vid folkräkningen år 2020.